# Cheer Up
„Cheer Up” – koreański singel południowokoreańskiej grupy Twice, wydany cyfrowo 24 kwietnia 2016 roku w Korei Południowej.
Singel promował płytę Page Two. Singel sprzedał się w Korei Południowej w nakładzie 2 412 740 egzemplarzy (stan na czerwiec 2017), był drugą najczęściej pobieraną piosenką w 2016 roku. Teledysk do utworu „Cheer Up” został wyreżyserowany przez Naive, zespół producencki, który wyreżyserował także teledyski do piosenek Twice: „Like OOH-AHH” i „TT”.
Japońska wersja tego utworu pojawiła się na japońskiej kompilacji #Twice, autorem słów jest Yu Shimoji.

## Lista utworów
| Nr | Tytuł      | Słowa     | Kompozycja          | Aranżacja | Czas |
| -- | ---------- | --------- | ------------------- | --------- | ---- |
| 1. | "Cheer Up" | Sam Lewis | Black Eyed Pilseung | Rado      | 3:28 |

## Notowania
| Lista                              | Najwyższa pozycja |
| ---------------------------------- | ----------------- |
| Gaon Weekly Digital Chart          | 1                 |
| Gaon Weekly Download Chart         | 1                 |
| Gaon Yearly Download Chart         | 2                 |
| Gaon Weekly Streaming Chart        | 1                 |
| Japan Hot 100                      | 32                |
| BillboardPH Hot 100                | 57                |
| Billboard World Digital Song Sales | 3                 |

## Nagrody w programach muzycznych
| Program            | Data            | Źródło |
| ------------------ | --------------- | ------ |
| M Countdown (Mnet) | 5 maja 2016     | [ 10 ] |
| M Countdown (Mnet) | 19 maja 2016    | [ 11 ] |
| M Countdown (Mnet) | 26 maja 2016    | [ 12 ] |
| Music Bank (KBS2)  | 6 maja 2016     | [ 13 ] |
| Music Bank (KBS2)  | 20 maja 2016    | [ 14 ] |
| Music Bank (KBS2)  | 27 maja 2016    | [ 15 ] |
| Music Bank (KBS2)  | 3 czerwca 2016  | [ 16 ] |
| Music Bank (KBS2)  | 10 czerwca 2016 | [ 17 ] |
| Inkigayo (SBS)     | 8 maja 2016     | [ 18 ] |
| Inkigayo (SBS)     | 22 maja 2016    | [ 19 ] |
| Inkigayo (SBS)     | 29 maja 2016    | [ 20 ] |